# Lądowisko Białystok-Uniwersytecki Szpital Kliniczny
Lądowisko Białystok-Uniwersytecki Szpital Kliniczny – nieistniejące lądowisko sanitarne w Białymstoku, w województwie podlaskim. Było zlokalizowane przy ul. Marii Skłodowskiej-Curie 24a, w linii między budynkami Uniwersyteckiego Szpitala Klinicznego a Collegium Pathologicum, wzdłuż ul. Waszyngtona. Obecnie w tym miejscu znajduje się kryty parking Uniwersytetu Medycznego. Przeznaczone było do wykonywania startów i lądowań śmigłowców sanitarnych i ratowniczych w dzień i w nocy o dopuszczalnej masie startowej do 5700 kg. 
Zarządzającym lądowiskiem był Uniwersytecki Szpital Kliniczny w Białymstoku. W ewidencji lądowisk Urzędu Lotnictwa Cywilnego miało numer 254. Zostało zlikwidowane wraz z uruchomieniem na dachu budynku dobudowanego kompleksu Uniwersyteckiego Szpitala Klinicznego lądowiska figurującego w ewidencji lądowisk Urzędu Lotnictwa Cywilnego pod numerem 289 i pod nazwą Białystok-Szpital.